# Bolpebra (gemeente)
Bolpebra is een gemeente (municipio) in de Boliviaanse provincie Nicolás Suárez in het departement Pando. De gemeente telt naar schatting 2.339 inwoners (2018). De hoofdplaats is San Pedro de Bolpebra.